# Skurusundet
59°18′58.32″N 18°13′18.37″Ø / 59.3162000°N 18.2217694°Ø
Skurusundet er et sund i Stockholms skærgård beliggende i Nacka kommun. Sundet, som løber i nord-sydlig retning mellem Sicklaön og Ormingelandet (som er en del af øen Värmdön), udgør grænsen  mellem landskaperne Södermanland og Uppland. 

## Sundet
Sundets munder mod nord ud i Halvkakssundet, og her ligger øerne Sveriges holme og Danmarks holme. Over sundet passerer länsväg 222 på Skurubron. Langs  sundets ofte ganske bratte klipper ligger på den vestlige side Skuru og på den østlige side Talludden, Lilla Björknäs samt Björknäs smukke sommerhuse fra slutningen  af 1800-tallet med mange træudskæringer, såkaldte grosserervillaer. Frem til midten af 1920'ene kunne disse kun nås med passagerbåde som havde en række anløbssteder i området.
Mod syd munder  sundet ud i Lännerstasundet og Duvnäsviken.

## Eksterne kilder og henvisninger
- Skurusundet, dess platser och Historia. Nacka Kommun.

- Wikimedia Commons har flere filer relateret til Skurusundet